# Nobuyuki Oishi
Nobuyuki Oishi (jap. 大石 信幸 Oishi Nobuyuki; ur. 12 września 1939) – były japoński piłkarz, reprezentant kraju.

## Kariera klubowa
Jako piłkarz grał w takim klubie jak Nippon Steel. Karierę zakończył w 1970.

## Kariera reprezentacyjna
W reprezentacji Japonii zadebiutował w 1964.

## Statystyki
| Reprezentacja Japonii | Reprezentacja Japonii | Reprezentacja Japonii |
| Rok                   | Mecze                 | Gole                  |
| --------------------- | --------------------- | --------------------- |
| 1964                  | 1                     | 0                     |
| Razem                 | 1                     | 0                     |